# Apostomatia
Apostomatia es una subclase de protistas del filo Ciliophora. Son principalmente parásitos de cangrejos marinos. Los cilios están dispuestos en espirales y son especialmente abundantes en la zona oral. Se reproducen por gemación, dando lugar a células de vida libre que más adelante se fijan sobre el huésped.
- Datos: Q5701641
- Especies: Apostomatia